# Primeros Pinos

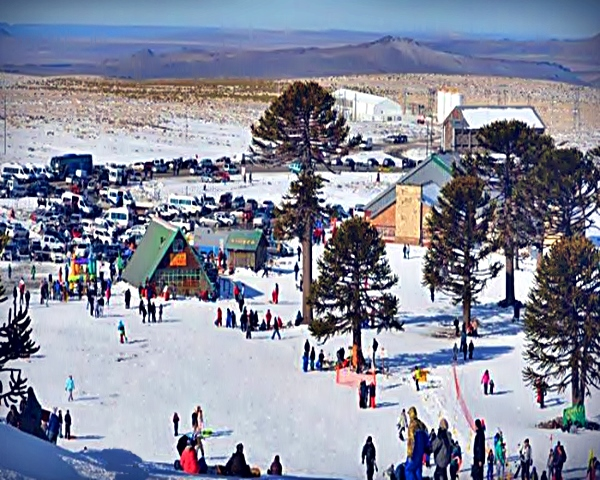
Imagen de un día de recreación en la nieve de Primeros Pinos.

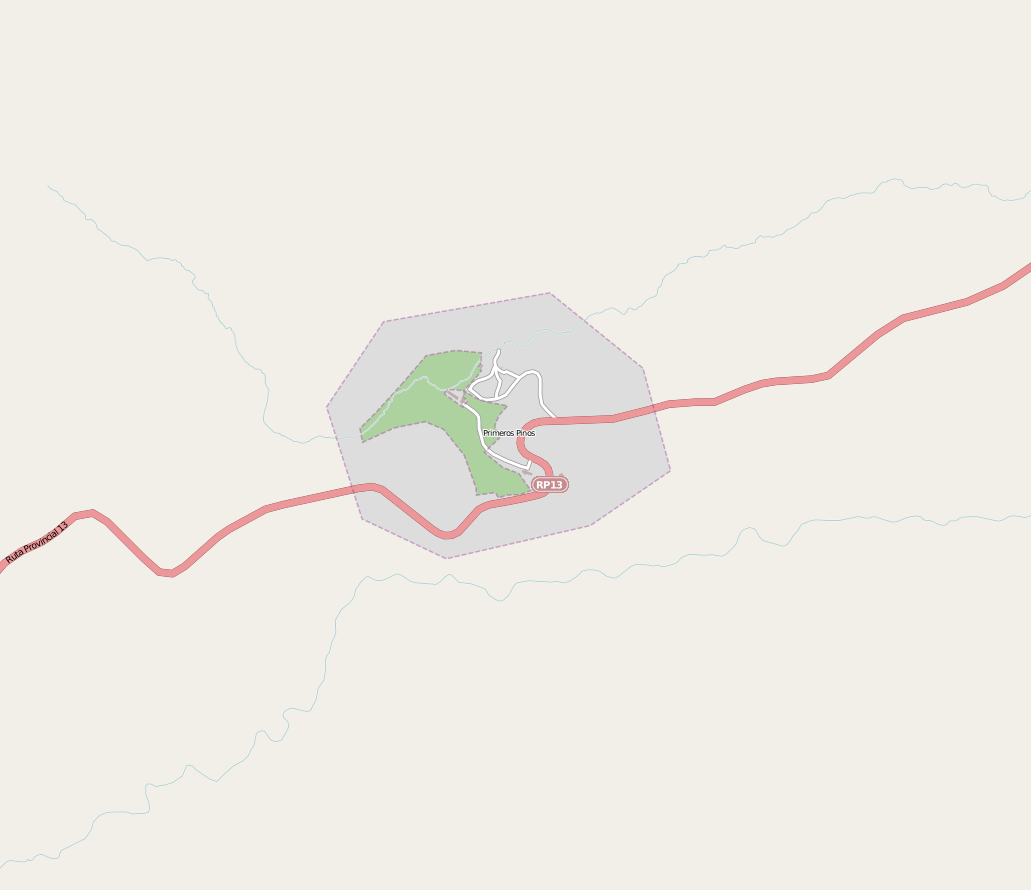
Mapa Primeros Pinos (OSM)

Primeros Pinos es un paraje de la Precordillera Neuquina en la provincia Argentina de Neuquén. Su paisaje es típico de cordillera, con formaciones boscosas esporádicas (llamadas genéricamente «parque»), arroyos, mallínes y majestuosas montañas. Se ubica al oeste de la ciudad de Zapala y queda a la vera de la ruta provincial N.º 13, que va desde Zapala hasta el río Litrán, el cual descarga sus aguas en el Lago Aluminé.

## Despliegue de las Fuerzas Armadas argentinas en Primeros Pinos
El Ejército Argentino tiene una guarnición en Primeros Pinos, la misma forma parte de las Fuerzas Armadas argentinas. Los militares emplazados en el lugar realizan actividades propias del montañismo, con entrenamiento permanente y maniobras de supervivencia en clima riguroso. Además, fueron las tropas de montañas del Ejército Argentino, que cuando iniciaron su asentamiento en el lugar, fueron las que desarrollaron el deporte del esquí en esa zona. Con el tiempo y viendo que se podía llevar a un auge mayor de este deporte en la región, las autoridades provinciales, comenzaron a promoverlo. De allí también, el nombre de la primera subunidad que se instaló, la Compañía de cazadores de montaña n° 6haciendo referencia a la aptitud de la gente que la componían, esquiadores.
| Unidad del Cu Ej Primeros Pinos                               | Abreviatura |
| ------------------------------------------------------------- | ----------- |
| Compañía de Cazadores de Montaña 6 «Claudio José Jurcszyszyn» | Ca Caz M 8  |

## Turismo
Es un parque de nieve, muy visitado por los pobladores del Alto Valle del Río Negro y de Neuquén, estimándose que unas 5000 personas arriban al lugar cada fin de semana.[cita requerida]
Existe una hostería, propiedad del Instituto de Seguridad Social del Neuquén, que da albergue y sirve comida a los turistas. Se encuentran en el lugar otras instalaciones menores, que dan servicio de alquiler de esquí e indumentaria para realizar las actividades en la nieve.
En el verano recibe el paso de los veraneantes y turistas de paso a la zona del lago Aluminé y del lago Moquehue. Ya en el mes de marzo, llegan los piñoneros en busca del preciado fruto de las araucarias, llamado piñón.

## Vialidad Provincial
Se encuentra un refugio, taller de la Dirección Provincial de Vialidad del Neuquén, organismo que se encarga de mantener los caminos de la red vial provincial. El refugio allí instalado tiene su importancia en el invierno, ya que las maquinarias y su personal deben trabajar en condiciones climáticas muy rigurosas, y se hace necesario contar con instalaciones fijas que protejan a los equipos viales y a su personal. Desde este lugar se opera para despejar la ruta provincial 13, que se cubre de nieve. Una vez liberada de nieve, se la puede transitar hasta río Litrán, cabecera del lago Aluminé y portal de Villa Pehuenia.

## Ente Provincial de Energía del Neuquén
Por Primeros Pinos pasa una línea de energía eléctrica que da servicio a todo el valle del río Aluminé y a Villa Pehuenia, y también existen instalaciones fijas que contribuyen al mejor funcionamiento del sistema de transporte eléctrico.

## Veranadores
La ganadería en la provincia del Neuquén se caracteriza por la trashumancia. Primeros Pinos es un parador de los veranadores, que arrean sus animales a lugares de la precordillera con pastura y agua en la época del verano. Algunos de ellos tienen autorización de veranada en las tierras fiscales de Primeros Pinos.